# Sébastien Cazenove
Pour les articles homonymes, voir Cazenove.
Sébastien Cazenove, né le 28 décembre 1976 à Perpignan (Pyrénées-Orientales), est un homme politique français. Référent départemental du parti La République en marche ! dans les Pyrénées-Orientales, il est élu le 18 juin 2017, député de la quatrième circonscription des Pyrénées-Orientales.

## Biographie
De 2002 à 2006, il est juriste-conseil, puis directeur adjoint de l'Association des Maires des Pyrénées-Orientales (AMF 66).
De 2006 à 2008, il est Directeur de Cabinet en collectivité.
De 2008 à 2017, après avoir obtenu des concours administratifs, il occupe en collectivité des fonctions de responsable de service urbanisme et marchés publics.

## Parcours politique
Membre du Parti socialiste de 2004 à 2008, il est devenu Référent départemental du parti La République en marche ! dans les Pyrénées-Orientales au mois de juillet 2016.

### Élections législatives de 2017
Il est investi par La République en marche ! en mai 2017
À l'issue du premier tour de l'élection, il arrive en tête des suffrages avec 29 % des voix. Il est opposé au second tour à un candidat du Front national. Il est élu le 18 juin avec 57,97% des votes exprimés.

### Député des Pyrénées-Orientales (de 2017 à 2022)
Sébastien Cazenove parraine la candidature d'Emmanuel Macron pour l'élection présidentielle française de 2022.
Candidat a sa réélection lors des élections législatives de 2022, il se qualifie pour le second tour le 12 juin mais n'est pas réélu le 19 juin, battu par la candidate du Rassemblement national Michèle Martinez qui récolte 56,28 % des voix.